# (468362) 2016 EC179
(468362) 2016 EC179 es un asteroide perteneciente al cinturón de asteroides, descubierto el 18 de febrero de 2010 por el equipo Spacewatch desde el Observatorio Nacional de Kitt Peak (Arizona, Estados Unidos).